# 约翰·史密斯 (1990年)
约翰·史密斯（英語：John Smith，1990年1月12日—），南非男子赛艇运动员。他曾代表南非参加2012年、2016年和2020年夏季奥林匹克运动会赛艇比赛，其中2012年奥运会获得一枚金牌。